# Anolis salvini
Anolis salvini (аноліс Сальвіна) — вид ігуаноподібних ящірок родини анолісових (Dactyloidae). Мешкає в Коста-Риці і Панамі.

## Поширення і екологія
Аноліси Сальвіна мешкають в горах Кордильєра-де-Таламанка в Коста-Риці та на крайньому заході Панами. Вони живуть у вологих гірських тропічних лісах, на висоті від 1400 до 1830 м над рівнем моря.

## Збереження
МСОП класифікує стан збереження цього виду як близький до загрозливого. Anolis salvini загрожує знищення природного середовища.